# Luxemburg op de Olympische Zomerspelen 1964
Luxemburg nam deel aan de Olympische Zomerspelen 1964 in Tokio, Japan.
Aan de in 1920 gewonnen zilveren medaille van Joseph Alzin en de in 1952 gouden medaille van de atleet Josy Barthel konden de twaalf deelnemende sporters deze editie geen medaille toevoegen.
De turner Joseph Stoffel was de eerste Luxemburger die voor de vijfde keer deel nam aan de Olympische Spelen. Zes deelnemers namen voor de tweede keer deel, waaronder de beide vrouwen in het schermen.

## Deelnemers en resultaten

### Atletiek
| Olympiër           | Discipline            | Resultaat | Prestatie               |
| ------------------ | --------------------- | --------- | ----------------------- |
| Michel Medinger jr | 800m (m)              | 35e       | serie 2: 6de in 1.52,6  |
| Michel Medinger jr | 1500m (m)             | 30e       | serie 3: 8ste in 3.51,8 |
| Jean Aniset        | marathon (m)          | 34e       | 2:29.52,6               |
| Charles Sowa       | 20km snelwandelen (m) | 16e       | 1:36.16                 |
| Charles Sowa       | 50km snelwandelen (m) | 9e        | 4:20.37,22              |

### Schermen
| Olympiër        | Discipline | Resultaat | Prestatie                                                                              |
| --------------- | ---------- | --------- | -------------------------------------------------------------------------------------- |
| Colette Flesch  | floret (v) | 25e       | 1ste ronde groep E: 5de met 2 overwinningen                                            |
| Ginette Rossini | floret (v) | 17e       | 1ste ronde groep B: 3de met 4 overwinningen 2de ronde groep B: 5de met 2 overwinningen |

### Schietsport
| Olympiër      | Discipline                 | Resultaat | Prestatie                        |
| ------------- | -------------------------- | --------- | -------------------------------- |
| Victor Kremer | 50m geweer 3 houdingen (m) | 39e       | 1099 punten: (391-368-340)       |
| Victor Kremer | 50m geweer liggend (m)     | 45e       | 584 punten: (96-98-100-96-97-97) |

### Turnen
| Olympiër         | Discipline               | Resultaat | Prestatie     |
| ---------------- | ------------------------ | --------- | ------------- |
| Adolf Stefanetti | individuele meerkamp (m) | 97e       | 104,30 punten |
| Joseph Stoffel   | individuele meerkamp (m) | 104e      | 102,15 punten |

### Wielersport
| Olympiër      | Discipline       | Resultaat | Prestatie  |
| ------------- | ---------------- | --------- | ---------- |
| Johny Schleck | wegwedstrijd (m) | 19e       | 4:39.51,74 |
| Edy Schütz    | wegwedstrijd (m) | 76e       | 4:39.51,79 |

### Worstelen
| Olympiër         | Discipline     | Resultaat      | Prestatie                                                 |
| Grieks-Romeins   | Grieks-Romeins | Grieks-Romeins | Grieks-Romeins                                            |
| ---------------- | -------------- | -------------- | --------------------------------------------------------- |
| Raymond Schummer | -87kg (m)      | 15e            | 1ste ronde: V van SWE Persson 2de ronde: V van JPN Hiraki |

### Zwemmen
| Olympiër       | Discipline          | Resultaat | Prestatie            |
| -------------- | ------------------- | --------- | -------------------- |
| Georges Welbes | 100m vrije slag (m) | 52e       | serie 6: 6de in 58,6 |

Afghanistan · Algerije · Argentinië · Australië · Bahama's · België · Bermuda · Birma · Bolivia · Brazilië · Brits-Guiana · Bulgarije · Cambodja · Canada · Ceylon · Chili · Colombia · Congo-Brazzaville · Costa Rica · Cuba · Denemarken · Dominicaanse Republiek · Duits eenheidsteam · Ethiopië · Filipijnen · Finland · Frankrijk · Ghana · Griekenland · Groot-Brittannië · Hongarije · Hongkong · Ierland · IJsland · India · Irak · Iran · Israël · Italië · Ivoorkust · Jamaica · Japan · Joegoslavië · Kameroen · Kenia · Libanon · Liberia · Libië · Liechtenstein · Luxemburg · Madagaskar · Maleisië · Mali · Marokko · Mexico · Monaco · Mongolië · Nederland · Nederlandse Antillen · Nepal · Nieuw-Zeeland · Niger · Nigeria · Noord-Rhodesië · Noorwegen · Oeganda · Oostenrijk · Pakistan · Panama · Peru · Polen · Portugal · Puerto Rico · Roemenië · Senegal · Sovjet-Unie · Spanje · Taiwan · Tanganyika · Thailand · Trinidad en Tobago · Tsjaad · Tsjecho-Slowakije · Tunesië · Turkije · Uruguay · Venezuela · Verenigde Arabische Republiek · Verenigde Staten · Vietnam · Zuid-Korea · Zuid-Rhodesië · Zweden · Zwitserland